# EToken

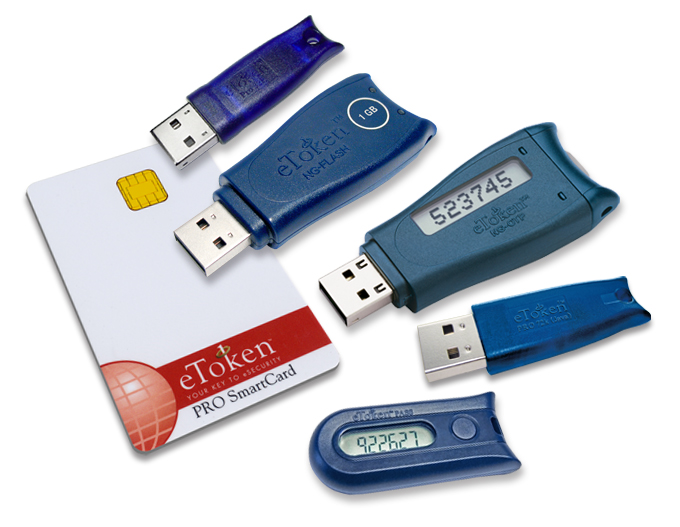
смарт-карта и USB-ключ eToken PRO, eToken NG-FLASH, eToken NG-OTP, eToken PRO (Java) и eToken PASS

eToken (от англ. electronic — электронный и англ. token — признак, жетон) — торговая марка для линейки персональных средств аутентификации в виде USB-ключей и смарткарт, а также программные решения с их использованием. Торговая марка была создана израильской компанией Aladdin Knowledge Systems, впоследствии приобретённой SafeNet. В дальнейшем SafeNet объединился с компанией Gemalto (и в 2019 с Thales Group). На сегодняшний день компания Thales/Gemalto является официальным производителем ключей семейства eToken. Заявляется наличие сертификатов ФСБ и ФСТЭК России на продукты eToken.

## Современные модели

### Перечень современных моделей
- eToken PRO[3] и Safenet eToken 4100 — смарт-карты;
- eToken 5110, eToken PRO[3], SafeNet Token 5100 и SafeNet eToken 5200 — USB-ключи, являющиеся полнофункциональными аналогами смарт-карт;
- eToken NG-FLASH, eToken NG-OTP, SafeNet eToken 3400 и SafeNet eToken 7300 — гибридные устройства;
- eToken PASS и SafeNet eToken 3500 — OTP-токены (аппаратные генераторы одноразовых паролей);
- eToken Virtual — программный эмулятор смарт-карты.

### Классификация

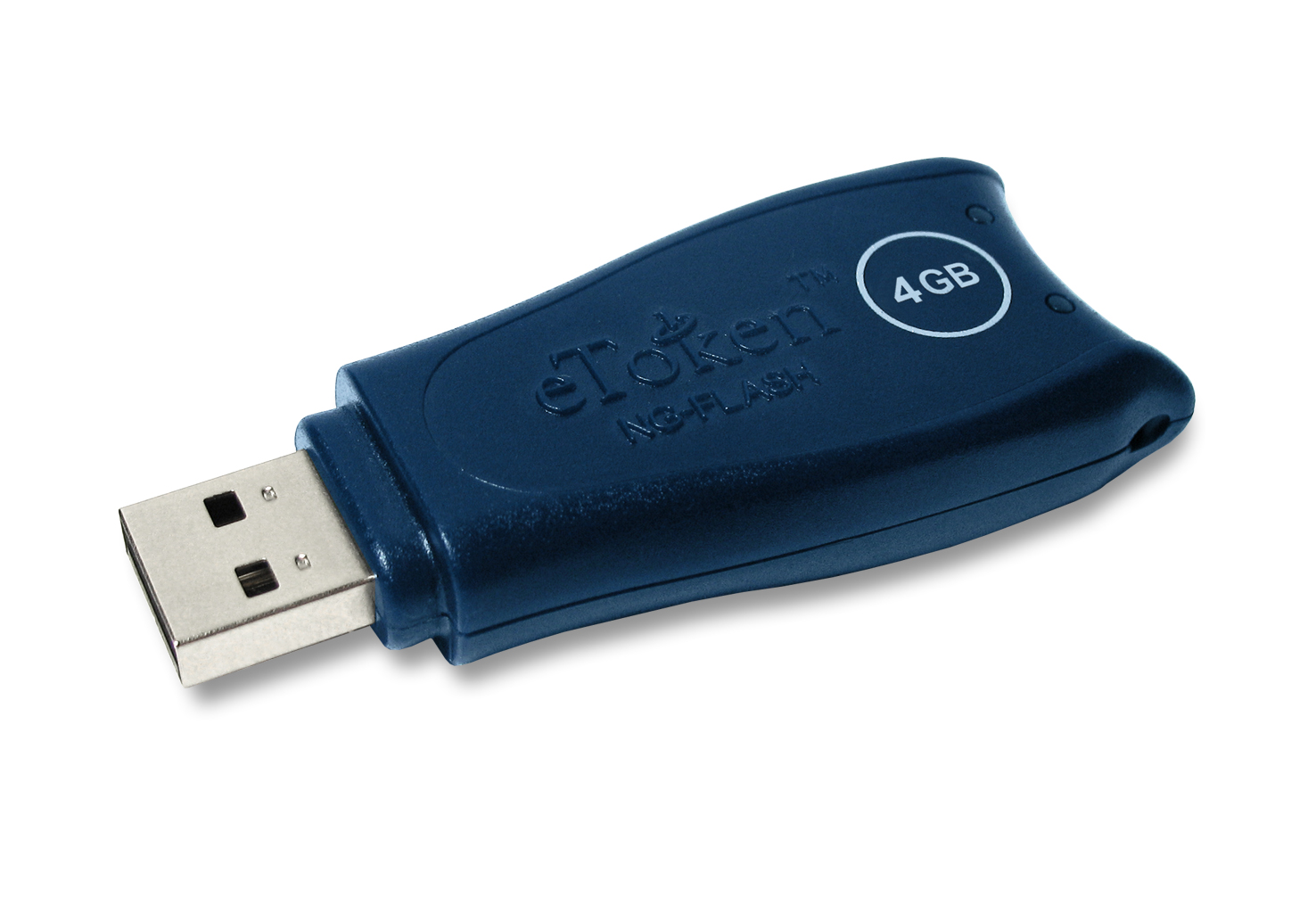
eToken NG-FLASH с объёмом флэш-памяти 4 ГБ

#### По функциональным возможностям
Функциями смарт-карт обладают все современные модели eToken, за исключением eToken PASS и SafeNet eToken 3500.
Функциями USB флэш-накопителей обладают комбинированные устройства eToken NG-FLASH и SafeNet eToken 7300.
Функциями OTP-токенов (устройств для генерации одноразовых паролей) обладают eToken NG-OTP, eToken PASS, SafeNet eToken 3400 и SafeNet eToken 3500.

#### По видам обеспечения
Различные модели eToken являются аппаратными устройствами, за исключением программных средств eToken Virtual.

#### По форм-факторам[4]
| eToken NG-FLASH     |
| eToken PRO          |
| eToken ГОСТ         |
| SafeNet Token 5100  |
| SafeNet Token 5200  |
| SafeNet eToken 7300 |

| USB-ключ eToken PRO |
| USB-ключ eToken PRO |

| eToken NG-OTP        |
| eToken NG-OTP (Java) |

| eToken NG-OTP |
| eToken NG-OTP |

| eToken PASS         |
| eToken PASS         |
| SafeNet eToken 3500 |

| eToken PRO          |
| eToken ГОСТ         |
| Safenet eToken 4100 |

| Смарт-карта eToken PRO |
| Смарт-карта eToken PRO |

### Среда функционирования
Программное обеспечение eToken PKI Client, обеспечивающее работу eToken с функциями смарт-карт, функционирует под управлением операционных систем:
- BlackBerry;
- GNU/Linux;
- Mac OS;
- Microsoft Windows.

Аппаратные OTP-токены eToken требуют для своей работы сервер управления TMS, функционирующий на платформе Microsoft Windows Server 2003 или 2008.
Программное средство eToken Virtual способно функционировать под управлением операционных систем:
- CentOS 5.2;
- Fedora 9;
- Mac OS X 10.4 и 10.5;
- Microsoft Windows Server 2003 и 2008, Vista, XP, 7, 8;
- openSUSE 10.3;
- Red Hat Enterprise Linux 5.2;
- Ubuntu 8.04 (32-bit).

## Приложения

### Check Point VPN-1 SecuRemote и VPN-1 SecureClient
Check Point VPN-1 SecuRemote и VPN-1 SecureClient поддерживают аутентификацию, основанную на использовании сертификатов открытого ключа и закрытых ключей в памяти смарт-карт и их аналогов. При наличии на клиентском компьютере драйвера eToken для установления VPN-соединения можно использовать eToken, в памяти которого имеется закрытый ключ и соответствующий ему сертификат открытого ключа, дающий владельцу право подключения.

### eToken Network Logon
eToken Network Logon — разработанное компанией Aladdin Knowledge Systems приложение, позволяющее сохранять имя пользователя, пароль и имя домена Windows в памяти eToken и затем использовать eToken в процессе аутентификации. При назначении нового пароля и смене пароля может использоваться встроенный в eToken Network Logon датчик случайных чисел, в результате чего пользователь может даже не знать свой пароль и, следовательно, не иметь возможности входить в систему без eToken. Помимо аутентификации с использованием подставляемых из памяти eToken паролей, eToken Network Logon поддерживает имеющийся в Windows 2000-Server 2008 механизм аутентификации с использованием сертификатов открытого ключа и закрытых ключей в памяти смарт-карт и их аналогов.

### eToken SafeData и «Крипто БД»
eToken SafeData и «Крипто БД» — средства криптографической защиты информации (СКЗИ), разработанные российской компанией «Аладдин Р. Д.». Они позволяют шифровать данные в отдельных колонках таблиц баз данных Oracle. При этом ключи шифрования хранятся в базе данных зашифрованными с использованием открытых ключей пользователей, а закрытые ключи пользователей хранятся в памяти eToken. В результате для обращения к зашифрованным данным пользователи должны задействовать свои eToken, в памяти которых хранятся закрытые ключи, соответствующие открытым ключам, с помощью которых зашифрованы ключи шифрования. Отличие eToken SafeData от «Крипто БД» состоит в используемых этими СКЗИ криптографических алгоритмах:
- eToken SafeData шифрует данные по алгоритмам DES, Triple DES, AES и RC4, а ключи шифрования — по алгоритму RSA;
- «Крипто БД» шифрует данные по алгоритмам, соответствующим ГОСТ 28147-89 и RFC 4357, защищает ключи шифрования с использованием алгоритмов, описанных в ГОСТ Р 34.10-2001 и RFC 4490.

### eToken SecurLogon для Oracle
eToken SecurLogon для Oracle — разработанное компанией «Аладдин Р. Д.» программное средство, в котором поддерживаемый в Oracle 8i Database Release 3 (8.1.7) Enterprise Edition и позднейших версиях СУБД Oracle механизм аутентификации с использованием сертификатов открытого ключа и закрытых ключей реализован с применением eToken в качестве ключевого носителя. Помимо отдельного продукта, eToken SecurLogon для Oracle представляет собой компонент средств криптографической защиты информации (СКЗИ) eToken SafeData и «Крипто БД», устанавливаемый на автоматизированном рабочем месте пользователей этих СКЗИ.

### eToken SecurLogon для SAP R/3
eToken SecurLogon для SAP R/3 — разработанное компанией «АстроСофт» программное средство, позволяющее сохранять параметры подключения клиента к серверу приложений SAP R/3 в памяти eToken и в дальнейшем использовать eToken с сохранёнными реквизитами для аутентификации в системе SAP R/3.

### eToken Single Sign-On
eToken Single Sign-On — разработанное компанией Aladdin Knowledge Systems приложение, позволяющее сохранять заполненные формы HTML и Windows в памяти eToken и затем автоматически подставлять в эти формы данные, сохранённые в памяти eToken. Благодаря этому eToken можно использовать как средство аутентификации во всех веб-приложениях, у которых интерфейс аутентификации представляет собой HTML-форму и во всех приложениях, у которых интерфейс аутентификации представляет собой диалоговое окно Windows. Работа c HTML-формами поддерживается только в Internet Explorer и Mozilla Firefox.

### IBM Lotus Notes и Domino
Начиная с версии 6.0, IBM Lotus Notes и Domino поддерживают аутентификацию c использованием смарт-карт и их аналогов. При наличии на компьютере драйвера eToken ID-файл, использующийся для аутентификации пользователя или сервера, может быть преобразован таким образом, чтобы его нельзя было применять, не подключая eToken и не вводя PIN-код.
При обращении к защищённому серверу Domino через веб-интерфейс по протоколу HTTPS eToken можно использовать для аутентификации клиента.
Помимо аутентификации, eToken можно использовать в Lotus Notes для подписи и расшифрования электронных писем.

### Microsoft Windows
Аппаратные eToken с функциями смарт-карты можно использовать для интерактивной аутентификации в домене Windows 2000-Server 2008. При наличии на компьютере драйверов eToken рабочий стол аутентификации позволяет не только вводить имя пользователя, пароль и имя домена, как обычно, после нажатия клавиш CTRL+ALT+DELETE, но и вместо нажатия этого сочетания клавиш подключать смарт-карту (eToken) и вводить PIN-код. Кроме того, начиная с Windows XP стало возможным использовать смарт-карты, в том числе eToken, для аутентификации при запуске приложений от имени другого пользователя.
Помимо использования eToken в качестве средства аутентификации, он ещё может использоваться для обеспечения безопасности рабочего места в отсутствие пользователя. Windows 2000–Server 2008 можно настроить таким образом, что компьютер будет блокироваться при отсоединении eToken.
Для использования eToken в качестве средства аутентификации в домене Windows необходим развёрнутый и специально для этого настроенный центр сертификации предприятия (Microsoft Enterprise CA). Средствами eToken генерируется ключевая пара, и центр сертификации выпускает для пользователя сертификат открытого ключа, в котором в политику использования закрытого ключа включён пункт «вход со смарт-картой». После этого администратор может распространить на пользователя объект политики безопасности, запрещающий вход в систему без смарт-карты, в результате чего пользователь не сможет входить в систему без использования eToken, в памяти которого хранится подготовленный сертификат открытого ключа и соответствующий ему закрытый ключ.

### Novell Modular Authentication Service
Novell Modular Authentication Service (NMAS) — это компонент Novell eDirectory, обеспечивающий механизмы аутентификации в различных системах пользователей, зарегистрированных в этой службе каталогов. Начиная с версии 2.1, NMAS позволяет использовать eToken при аутентификации пользователей, на рабочих местах которых установлена операционная система Microsoft Windows 95 Service Release 2B, NT 4.0 SP 6a или позднейшие версии Windows.

### Oracle Application Server
Oracle Application Server поддерживает механизм аутентификации с использованием сертификатов открытого ключа и закрытых ключей. Размещая закрытые ключи пользователей в памяти eToken, можно применять eToken для аутентификации пользователей в Oracle Application Server без использования eToken Single Sign-On.

### Oracle E-Business Suite
Oracle E-Business Suite поддерживает интеграцию с механизмом аутентификации Oracle Application Server Single Sign-On. При использовании такой интеграции возможна аутентификация пользователей Oracle E-Business Suite на основе сертификатов открытого ключа и закрытых ключей в памяти eToken.
Если интеграция с Oracle Application Server Single Sign-On не задействуется, то решение по аутентификации пользователей в Oracle E-Business Suite строится следующим образом:
- аутентификация пользователей на веб-сервере — на основе сертификатов открытого ключа и закрытых ключей в памяти eToken;
- аутентификация пользователей на сервере Forms — с помощью eToken Single Sign-On.

### Token Management System
Token Management System (TMS) — разработанное компанией Aladdin Knowledge Systems приложение, позволяющее осуществлять учёт и управление жизненным циклом eToken в масштабах предприятия. TMS интегрируется с Active Directory, связывает учётные записи пользователей с выданными им eToken, а также с выпущенными сертификатами открытого ключа и иными реквизитами. Политики использования eToken назначаются и применяются точно так же, как политики безопасности в домене Windows. Разработчики различных поддерживающих eToken приложений могут создавать так называемые коннекторы TMS, благодаря которым использование eToken в их приложениях может управляться средствами TMS.

## Конкурирующие продукты
В зависимости от набора своих функциональных возможностей, разные модели eToken конкурируют на рынке с продукцией различных производителей: ActivIdentity, Arcot, Entrust, Eutron, Feitian, Gemalto, Kobil Systems, MultiSoft, RSA Security (подразделение EMC), Vasco, Актив, Аладдин Р. Д., БИФИТ, ОКБ САПР и других.
| Модели eToken                                                 | Конкурирующие продукты |
| ------------------------------------------------------------- | --- |
| USB-ключи eToken PRO, SafeNet Token 5100 и SafeNet Token 5200 | Entrust USB Tokens, Eutron CryptoIdentity, Feitian ePass 1000Auto и 2003, HID ActivID ActivKey SIM USB Token, IDProtect Key LASER, USB-токены JaCarta PKI, Kobil mIDentity 4smart office, Vasco Digipass Key 101 |
| eToken NG-FLASH и SafeNet eToken 7300                         | JaCarta PKI/Flash, Feitian StorePass, , Vasco Digipass Key 200 и 202. |
| eToken NG-OTP                                                 | Feitian OTP c400, HID ActivID Display USB Token, Vasco Digipass 860 |
| eToken PASS                                                   | ActivIdentity Mini OTP Token, Entrust IdentityGuard Mini Token, Feitian OTP c100–c300, c500 и c600, Kobil SecOVID Token III, RSA SecurID 700, Vasco Digipass Go                                                  |
| смарт-карты eToken PRO и Safenet eToken 4100                  | Feitian PKI card, Gemalto IDCore, iBank 2 Key, IDProtect LASER, смарт-карты JaCarta PKI |
| eToken Virtual                                                | ArcotID |
|                                                               | |

## Устаревшие модели
- eToken GT — недорогой аналог USB-ключей eToken PRO, отличавшийся лишь меньшим объёмом памяти;
- eToken R1 — прототип первого USB-ключа eToken, не выпускавшийся серийно[7];
- eToken R2 — USB-ключ с защищённым микроконтроллером, выпускавшийся фирмой Aladdin Knowledge Systems до 2005 года;
- eToken RIC — USB-ключ с защищённым микроконтроллером, выпускавшийся российской компанией Aladdin до 2002 года.

## Недостатки
Моделям eToken c функциями смарт-карт присущи недостатки, свойственные всем устройствам, в которых PIN-код вводится не с собственной клавиатуры устройства, а с клавиатуры терминала, к которому устройство подключено: с помощью троянской программы злоумышленник может перехватить PIN-код и произвести неоднократное несанкционированное подписывание или дешифрование любой информации от имени владельца устройства.